# قاتلانی از فضا
قاتلانی از فضا (انگلیسی: Killers from Space) فیلمی است علمی تخیلی و ترسناک به کارگردانی دابلیو لی وایدلر کا در سال ۱۹۵۴ منتشر شد. این فیلم سیاه و سفید دربارهٔ آدم‌ربایی فضایی‌ها می‌باشد. پیتر گریوس و جیمز سی در این فیلم بازی کرده‌اند.